# Зименки (Шуйский район)
Зименки — село в Шуйском районе Ивановской области России, входит в состав Колобовского городского поселения.

## География
Село расположено в 4 км на восток от центра поселения посёлка Колобово и в 17 км на юг от райцентра города Шуя.

## История
В окладных патриаршего казённого приказа книгах 1628 года в селе Зименках упоминается церковь святого пророка Илии в вотчине князя Ивана Гундорова. В 1814 году во время пожара, истребившего всё село, сгорела и церковь. Холодная Ильинская церковь построена на средства прихожан в 1815 году. В 1853 году к паперти этой церкви сделана двухэтажная пристройка. Строительство Богородицкой церкви началось в 1856 году на средства прихожан и помещика Андрея Чихачёва. В 1860 году строительство было окончено, и церковь освящена. Престол в церкви был один — в честь Знамения Пресвятой Богородицы. С 1875 года в селе существовала земская школа, помещавшаяся в собственном здании. В годы советской власти церкви были полностью разрушены.
В конце XIX — начале XX века село являлось центром Зименковской волости Ковровского уезда Владимирской губернии. В 1859 году в селе числилось 30 дворов, в 1905 году — 29 дворов.
С 1929 года село входило в состав Колобовского сельсовета Шуйского района Ивановской области, с 2005 года — в составе Колобовского городского поселения.

## Население
| 1859 | 1905 |
| ---- | ---- |
| 261  | 178  |

| 1859 | 1905 | 2010 |
| ---- | ---- | ---- |
| 261  | ↘178 | ↘100 |